# رباط‌های کف‌پایی میخی‌ناوی
رباط‌های کف‌پایی میخی‌ناوی (انگلیسی: Plantar cuneonavicular ligaments) رباط‌ها و نوارهای فیبری هستند که سطح کف‌پایی استخوان ناوی را به سطح کف‌پایی مجاور سه استخوان میخی متصل می‌کنند.